# Saintines
Saintines est une commune française située dans le département de l'Oise en région Hauts-de-France.

## Géographie

### Localisation
La commune est située dans le département de l'Oise, dans le Valois, dans la basse vallée de l'Oise. Saintines est un village à caractère rural, peu industrialisé, en dehors de toute agglomération. La distance orthodromique avec la capitale, au sud-ouest, est de 58 km. Le chef-lieu de d'arrondissement de Senlis est éloigné de 18 km, et le chef-lieu d'arrondissement de Compiègne de 13 km, et l'aéroport Roissy-Charles-de-Gaulle est situé à 39 km au sud.

### Géologie et relief
Le village s'étire en longueur dans un sens ouest-est, le long de la RD 123 Pont-Sainte-Maxence - Verberie - Orrouy, et est bâti dans la plaine alluviale de l'Automne. La rivière constitue la limite nord du territoire communal.
Dans la plaine autour du village, l'on trouve plusieurs parcelles de bois et des prairies, partiellement humides, notamment près du château. Au sud, le développement du village est délimité par le versant nord du plateau du Valois. Le coteau est boisé et assez abrupt ; l'on passe de 45 m au niveau de la RD 123 à environ 110 m au-dessus du niveau de la mer en haut de la pente. Le territoire communal se poursuit sur le plateau agricole, où se trouve un écart, la ferme de Fay. Cependant, la limite sud de la commune n'est pas loin : avec une superficie de seulement 2,87 km2, Saintines est la 26e commune la moins étendue parmi les 693 communes de l'Oise.

### Sismicité
Commune située dans une zone de sismicité très faible.

### Hydrographie

#### Réseau hydrographique
La commune est située dans le bassin Seine-Normandie. Elle est drainée par l'Automne,.
L'Automne, d'une longueur de 34 km, prend sa source dans la commune de Villers-Cotterêts et se jette  dans l'Oise (rive gauche) à Longueil-Sainte-Marie, après avoir traversé 19 communes. Les caractéristiques hydrologiques de l'Automne sont données par la station hydrologique située sur la commune. Le débit moyen mensuel est de 1,99 m3/s. Le débit moyen journalier maximum est de 7,07 m3/s, atteint lors de la crue du 22 mars 2001. Le débit instantané maximal est quant à lui de 7,86 m3/s, atteint le 9 mai 1988.

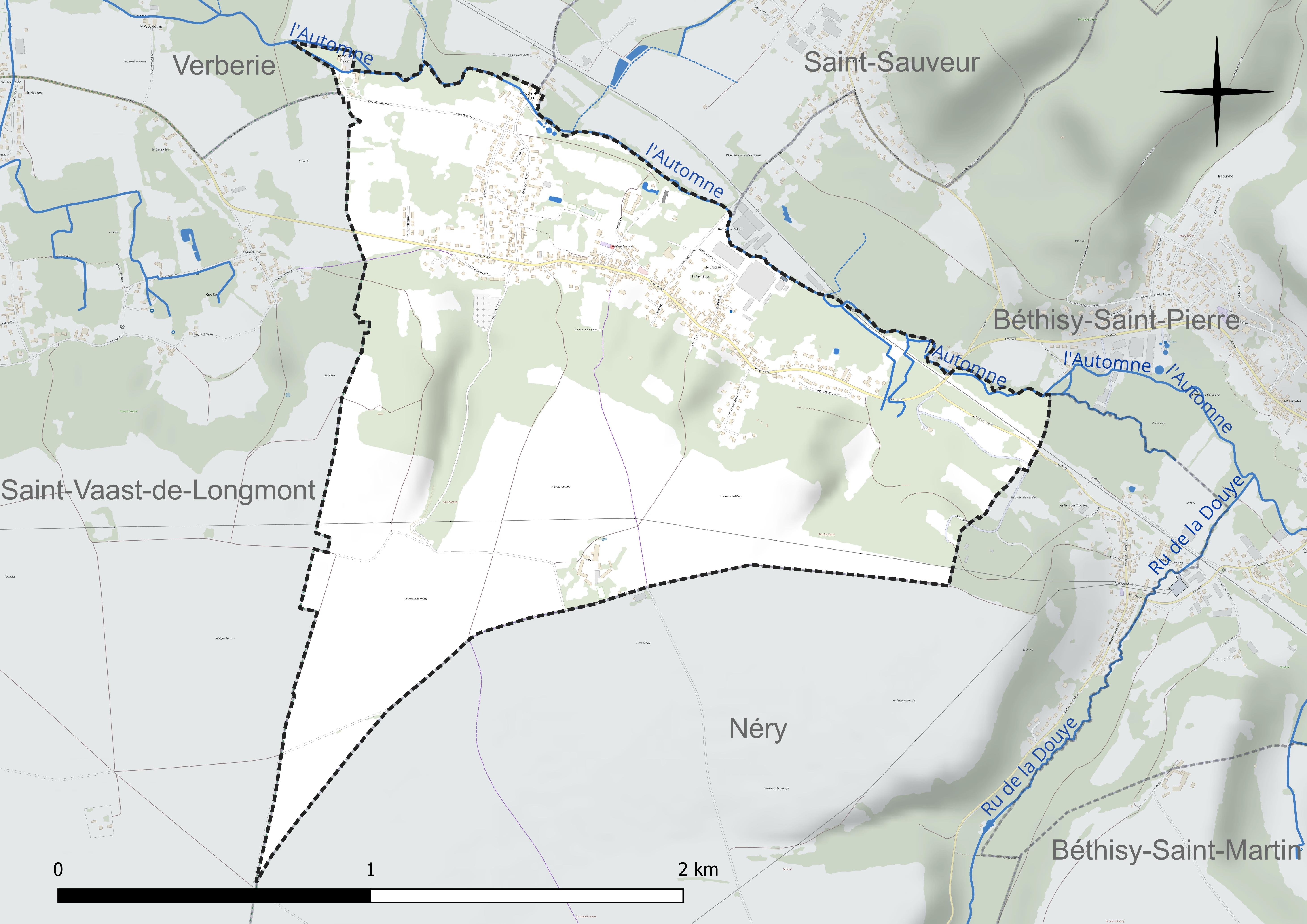
Réseau hydrographique de Saintines.

#### Gestion et qualité des eaux
Le territoire communal est couvert par le schéma d'aménagement et de gestion des eaux (SAGE) « Sensée ». Ce document de planification concerne un territoire de 287 km2 de superficie, délimité par le bassin versant de l'Automne. Le périmètre a été arrêté le 28 mai 1996 et le SAGE proprement dit a été approuvé le 16 décembre 2003 puis révisé le 10 mars 2016. La structure porteuse de l'élaboration et de la mise en œuvre est le syndicat d'aménagement et de gestion des eaux du Bassin Automne (S.A.G.E.B.A). 
La qualité des cours d'eau peut être consultée sur un site dédié géré par les agences de l'eau et l'Agence française pour la biodiversité. 

### Climat
Pour des articles plus généraux, voir Climat des Hauts-de-France et Climat de l'Oise.
En 2010, le climat de la commune est de type climat océanique dégradé des plaines du Centre et du Nord, selon une étude du CNRS s'appuyant sur une série de données couvrant la période 1971-2000. En 2020, Météo-France publie une typologie des climats de la France métropolitaine dans laquelle la commune est dans une zone de transition entre le climat océanique et le climat océanique altéré et est dans la région climatique  Nord-est du bassin Parisien, caractérisée par un ensoleillement médiocre, une pluviométrie moyenne régulièrement répartie au cours de l'année et un hiver froid (3 °C). 
Pour la période 1971-2000, la température annuelle moyenne est de 11 °C, avec une amplitude thermique annuelle de 15 °C. Le cumul annuel moyen de précipitations est de 703 mm, avec 10,2 jours de précipitations en janvier et 8,5 jours en juillet. Pour la période 1991-2020, la température moyenne annuelle observée sur la station météorologique la plus proche, située sur la commune de Margny-lès-Compiègne à 14 km à vol d'oiseau, est de 11,2 °C et le cumul annuel moyen de précipitations est de 633,5 mm,. Pour l'avenir, les paramètres climatiques de la commune estimés pour 2050 selon différents scénarios d'émission de gaz à effet de serre sont consultables sur un site dédié publié par Météo-France en novembre 2022.

### Communes limitrophes
| Verberie                | Saint-Sauveur | Béthisy-Saint-Pierre |
| Saint-Vaast-de-Longmont | Saintines     |                      |
|                         | Néry          |                      |

## Urbanisme

### Typologie
Au 1er janvier 2024, Saintines est catégorisée petite ville, selon la nouvelle grille communale de densité à sept niveaux définie par l'Insee en 2022.
Elle appartient à l'unité urbaine de Saint-Sauveur, une agglomération intra-départementale regroupant deux  communes, dont elle est une commune de la banlieue,,. La commune est en outre hors attraction des villes,.

### Occupation des sols
L'occupation des sols de la commune, telle qu'elle ressort de la base de données européenne d'occupation biophysique des sols Corine Land Cover (CLC), est marquée par l'importance des territoires agricoles (53,2 % en 2018), en diminution par rapport à 1990 (55,3 %). La répartition détaillée en 2018 est la suivante : 
terres arables (42,3 %), forêts (32,4 %), zones urbanisées (14,5 %), zones agricoles hétérogènes (10 %), prairies (0,8 %). L'évolution de l'occupation des sols de la commune et de ses infrastructures peut être observée sur les différentes représentations cartographiques du territoire : la carte de Cassini (XVIIIe siècle), la carte d'état-major (1820-1866) et les cartes ou photos aériennes de l'IGN pour la période actuelle (1950 à aujourd'hui).

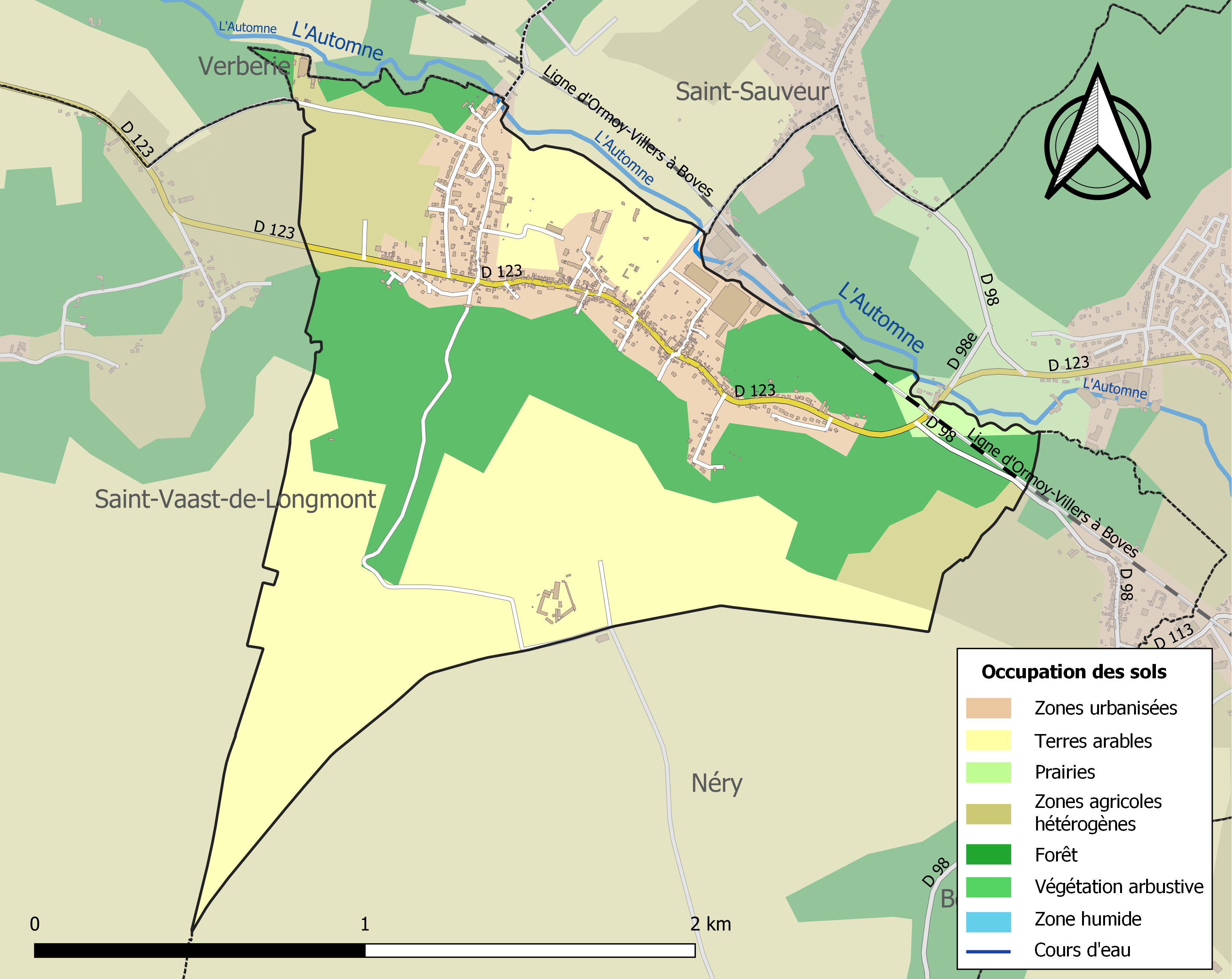
Carte des infrastructures et de l'occupation des sols de la commune en 2018 (CLC).

### Voies de communication et transports
Réseau routier
La RD 123 est l'unique route départementale à traverser le village. Peu avant qu'elle ne quitte le territoire communal pour Béthisy-Saint-Pierre, elle se croise avec la RD 98 qui monte sur le plateau et mène à Néry. L'autoroute A1 et la voie rapide de la RD 200 Creil - Compiègne sont accessibles en passant par Verberie et la RD 126, puis la RD 155 au nord de cette ville. L'échangeur avec la RD 200 se situe sur la commune de Longueil-Sainte-Marie, tout comme l'échangeur no 9 « Pont-Sainte-Maxence / Compiègne sud » de l'A1, accessible uniquement en passant par la RD 200.
Transports en commun
La commune est desservie, en 2023, par les lignes 105 et 112 du réseau TIC ainsi que par la ligne 13 du service de transport à la demande AlloTIC. L'accès à ces services est gratuit.
La commune est également desservie, en 2023, par les lignes 641 et 6447 du réseau interurbain de l'Oise.
Transport ferroviaire
La gare la plus proche est celle de Longueil-Sainte-Marie, à une distance routière de 7,4 km au nord, par Verberie et la RD 126. Cette gare est desservie par les trains omnibus TER Hauts-de-France de la ligne C14 Compiègne - Paris. Du lundi au vendredi, s'y arrêtent neuf trains dans chacun des deux sens, la fréquence étant moindre le week-end. Le temps de parcours est de 54 minutes pour Paris et de 13 minutes pour Compiègne.
La voie ferrée traversant le territoire communal au nord est la ligne d'Ormoy-Villers à Boves, sans trafic voyageurs.

## Toponymie
Le nom de la localité est attesté sous les formes apud Saintines (1182) ; Sintinoe ou Sintinoe (1220) ; Sainctines (1220) ; Santines (1228) ; Saintinoe (1230) ; Sainctines (1238) ; Saintines (1265) ; Odo de Santinis (vers 1272) ; apud Seintines (1285) ; Sanctinoe (1340) ; saint Ynes (1376) ; Sanctus Dionysius de Sanctinis (XIVe) ; Sayntines lez Fossés (1431) ; Saint Aisnes (1450) ; Saint Ygnes (1450) ; Saint Ynes (1454) ; Sainctynes (1454) ; Saint Isle (1475) ; Scintines (1475) ; Saint Ines (1490) ; villaige de Sainctynes (1523) ; Sainct Ayne (1564) ; Saint-Isnes (1598) ; S. Tines (1619) ; Saintine (1667) ; Sainctaine (1673) ; Sintinnes (1711) ; S. Aines (1720) ; Saint Ine (1737) ; Saintines (1840).

Le nom Saintines est une création gallo-franque.
À l'origine Saintines était un lieu entouré de marécages. Le toponyme était connu sous le vocable Saint-Isle formé du bas latin Saina et Insula. Le nom Saintines évoque les saintes fontaines qui sourdent sous l'église et sur l'étendue du territoire. Lorsque la localité fut christianisée les sources devinrent des fontaines sacrées,,. Son toponyme serait issu de Sanctinae, soit les « saintes fontaines ». Le village de Saintines possède plusieurs fontaines christianisées, respectivement consacrées à saint Denis, saint Martin, sainte Geneviève et saint Jean-Baptiste. La fontaine Saint-Jean, son eau passait pour guérir de l'épilepsie.
Pour Villers : Villers-les-Saintines, Henri-Villers.
Pour Fay : Fayacum, Le Grand Fay.

## Histoire
Du fait des reliques attribuée à Saint-Jean-Baptiste, Saintines devient le siège d'un important pèlerinage, une confrérie reconnue en 1340 par le pape Clément VI accueillant à Saintines les visiteurs.
Révolution française
Le prêtre de Saintines, Jean Hourdé ou Houdé, a fait partie des suppliciés de la grande terreur de 1794. Il a été guillotiné "place du trône renversé" pour le simple fait qu'il était homme d'église et son corps repose toujours dans une des deux fosses communes du cimetière aujourd'hui privé de Picpus[réf. nécessaire].
Saintines était aussi connu pour sa fabrique d'allumettes. L'invention des premières allumettes apparaît aux alentours de 1830.

## Politique et administration

### Rattachements administratifs et électoraux
La commune se trouve dans l'arrondissement de Senlis du département de l'Oise. Pour l'élection des députés, elle fait partie depuis 1988 de la cinquième circonscription de l'Oise.
Elle fait partie depuis 1801 du canton de Crépy-en-Valois. Dans le cadre du redécoupage cantonal de 2014 en France, ce canton, dont fait toujours partie la commune, est modifié.

### Intercommunalité
La commune était membre de la communauté de communes de la Basse Automne (CCBA), créée en 1998.
Dans le cadre des dispositions de la loi portant nouvelle organisation territoriale de la République (Loi NOTRe) du 7 août 2015, qui prévoit que les établissements publics de coopération intercommunale (EPCI) à fiscalité propre doivent avoir un minimum de 15 000 habitants, cette petite intercommunalité fusionne avec sa voisine, l'agglomération de la région de Compiègne, formant le 1er janvier 2017 l'agglomération de la Région de Compiègne et de la Basse Automne  (ARCBA), dont la commune est désormais membre.

### Liste des maires
| Période                                  | Période                         | Identité               | Étiquette | Qualité |
| ---------------------------------------- | ------------------------------- | ---------------------- | --------- | --- |
| Les données manquantes sont à compléter. |                                 |                        |           | |
| 1828                                     | 1840                            | Jean Baptiste Candelot |           | |
| Les données manquantes sont à compléter. |                                 |                        |           | |
| avant 1988                               | ?                               | Alain de Smet          | PCF       | |
| 2001                                     | En cours (au 24 septembre 2018) | Jean-Pierre Desmoulins | DVG       | Retraité Vice-président de la CCBA ( ? → 2016) Vice-président de l'ARCBA (2017 → ) Réélu pour le mandat 2014-2020 |

### Budget et fiscalité 2017

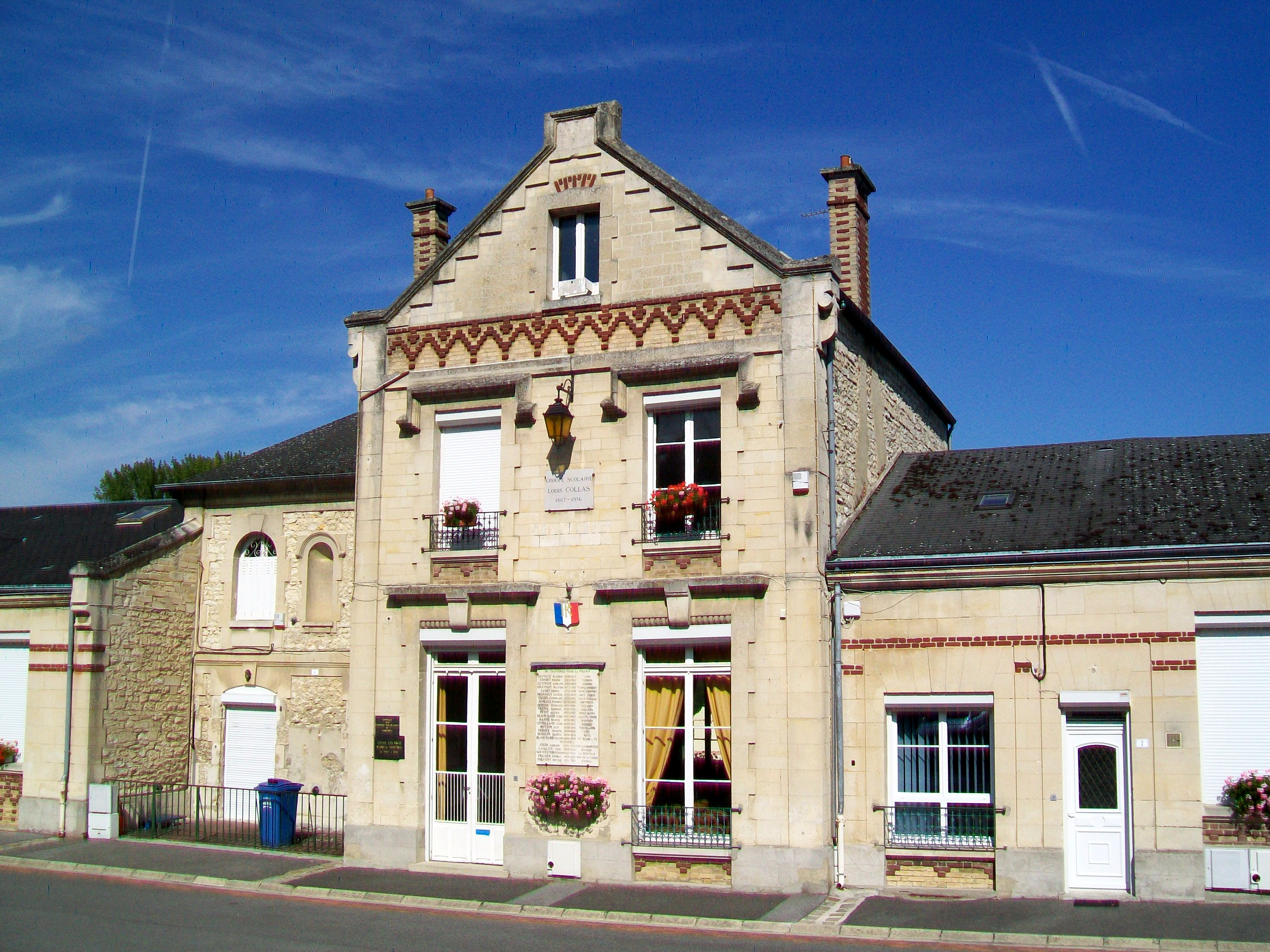
La mairie, place Foch.

En 2017, le budget de la commune était constitué ainsi :
- total des produits de fonctionnement : 785 000 €, soit 773 € par habitant ;
- total des charges de fonctionnement : 525 000 €, soit 517 € par habitant ;
- total des ressources d'investissement : 151 000 €, soit 149 € par habitant ;
- total des emplois d'investissement : 112 000 €, soit 110 € par habitant ;
- endettement : 33 000 €, soit 33 € par habitant.

Avec les taux de fiscalité suivants :
- taxe d'habitation : 11,16 % ;
- taxe foncière sur les propriétés bâties : 15,53 % ;
- taxe foncière sur les propriétés non bâties : 56,38 % ;
- taxe additionnelle à la taxe foncière sur les propriétés non bâties : 0,00 % ;
- cotisation foncière des entreprises : 0,00 %.

Chiffres clés Revenus et pauvreté des ménages en 2015 : médiane en 2015 du revenu disponible, par unité de consommation : 21 409 €.

## Population et société

### Démographie

#### Évolution démographique
L'évolution du nombre d'habitants est connue à travers les recensements de la population effectués dans la commune depuis 1793. Pour les communes de moins de 10 000 habitants, une enquête de recensement portant sur toute la population est réalisée tous les cinq ans, les populations de référence des années intermédiaires étant quant à elles estimées par interpolation ou extrapolation. Pour la commune, le premier recensement exhaustif entrant dans le cadre du nouveau dispositif a été réalisé en 2007.

En 2022, la commune comptait 1 062 habitants, en évolution de +0,57 % par rapport à 2016 (Oise : +0,87 %, France hors Mayotte : +2,11 %).
| 1793 | 1800 | 1806 | 1821 | 1831 | 1836 | 1841 | 1846 | 1851 |
| ---- | ---- | ---- | ---- | ---- | ---- | ---- | ---- | ---- |
| 373  | 381  | 400  | 399  | 490  | 469  | 473  | 457  | 489  |

| 1856 | 1861 | 1866 | 1872 | 1876 | 1881 | 1886 | 1891 | 1896 |
| ---- | ---- | ---- | ---- | ---- | ---- | ---- | ---- | ---- |
| 473  | 521  | 528  | 560  | 608  | 624  | 597  | 620  | 641  |

| 1901 | 1906 | 1911 | 1921 | 1926 | 1931 | 1936 | 1946 | 1954 |
| ---- | ---- | ---- | ---- | ---- | ---- | ---- | ---- | ---- |
| 629  | 606  | 610  | 609  | 613  | 593  | 609  | 601  | 696  |

| 1962 | 1968 | 1975 | 1982 | 1990 | 1999 | 2006 | 2007 | 2012 |
| ---- | ---- | ---- | ---- | ---- | ---- | ---- | ---- | ---- |
| 720  | 730  | 671  | 773  | 821  | 854  | 889  | 894  | 984  |

| 2017  | 2022  | - | - | - | - | - | - | - |
| ----- | ----- | - | - | - | - | - | - | - |
| 1 077 | 1 062 | - | - | - | - | - | - | - |

#### Pyramide des âges
La population de la commune est relativement jeune.
En 2018, le taux de personnes d'un âge inférieur à 30 ans s'élève à 38,8 %, soit au-dessus de la moyenne départementale (37,3 %). À l'inverse, le taux de personnes d'âge supérieur à 60 ans est de 18,8 % la même année, alors qu'il est de 22,8 % au niveau départemental.
En 2018, la commune comptait 547 hommes pour 522 femmes, soit un taux de 51,17 % d'hommes, largement supérieur au taux départemental (48,89 %).
Les pyramides des âges de la commune et du département s'établissent comme suit.
| Hommes | Classe d’âge | Femmes |
| ------ | ------------ | ------ |
| 0,4    | 90 ou +      | 0,6    |
| 3,1    | 75-89 ans    | 5,3    |
| 13,3   | 60-74 ans    | 15,1   |
| 19,5   | 45-59 ans    | 16,9   |
| 22,6   | 30-44 ans    | 25,7   |
| 18,3   | 15-29 ans    | 14,4   |
| 22,7   | 0-14 ans     | 22,1   |

| Hommes | Classe d’âge | Femmes |
| ------ | ------------ | ------ |
| 0,5    | 90 ou +      | 1,4    |
| 5,5    | 75-89 ans    | 7,6    |
| 15,6   | 60-74 ans    | 16,3   |
| 20,8   | 45-59 ans    | 20     |
| 19,4   | 30-44 ans    | 19,4   |
| 17,6   | 15-29 ans    | 16,2   |
| 20,6   | 0-14 ans     | 19,1   |

### Enseignement
Établissements d'enseignements :
- Écoles maternelles et primaires[57],
- Collège à Lacroix-Saint-Ouen, Verberie, Compiègne,
- Lycées à Compiègne.

### Santé
Professionnels et établissements de santé :
- Médecins à Verberie,
- Pharmacies à Saint-Sauveur, Verberie,
- Hôpitaux à Lacroix-Saint-Ouen, Jaux, Pont-Sainte-Maxence.

### Cultes
- Culte catholique, Paroisse Vallée de l'Automne[59], Diocèse de Beauvais.

## Culture locale et patrimoine

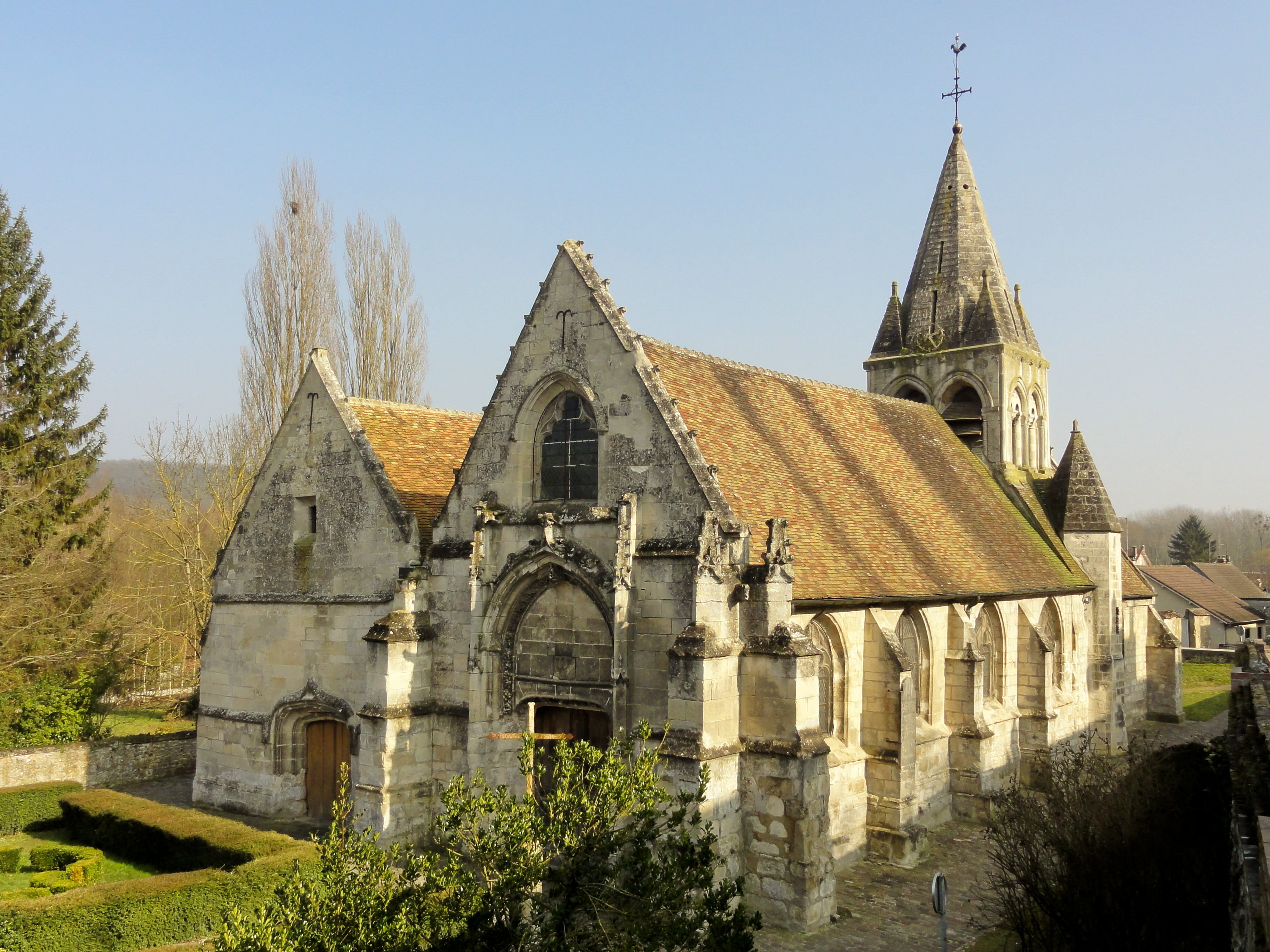
L'église depuis le sud-ouest.

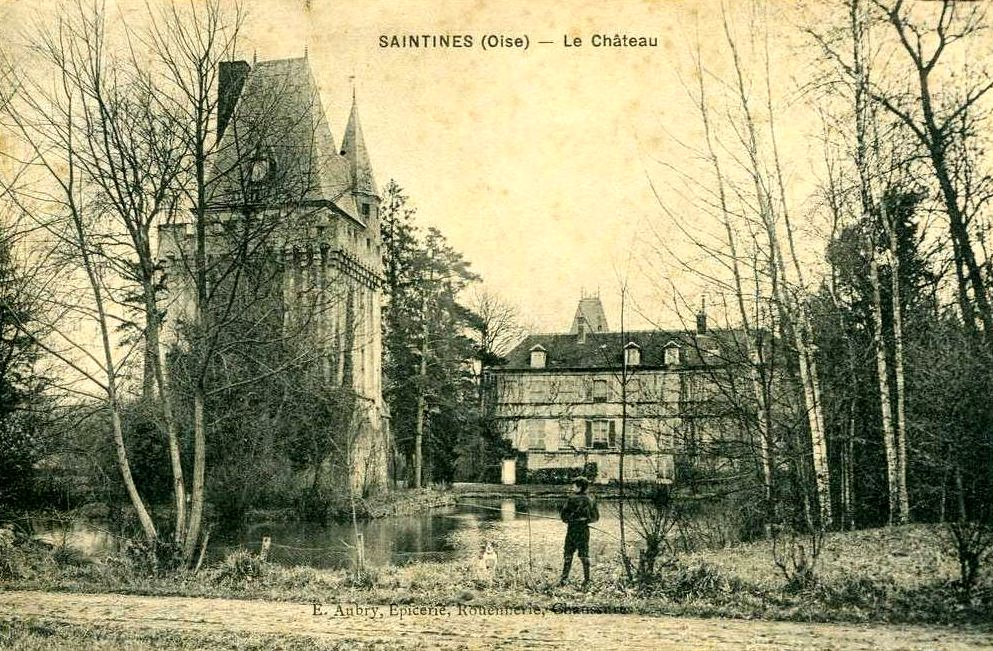
Donjon et château, au début du XXe siècle.

### Lieux et monuments
Saintines compte deux monuments historiques sur son territoire :
- Église Saint-Denis-Saint-Jean-Baptiste, rue Jean-Jaurès (inscrite monument historique en 1927[60]) : c'est une ancienne église de pèlerinage, où les fidèles venaient de loin pour vénérer une relique de saint Jean-Baptiste, ramenée de croisade par un seigneur local, et pour se baigner dans la fontaine Saint-Jean-Baptiste en espérant la guérison de leurs maux, en particulier l'épilepsie.

La double nef gothique flamboyante répond aux besoins d'accueil aux temps forts du pèlerinage, soit les huit jours à partir de la veille de la fête de la Saint-Jean, le 24 juin de chaque année. Les deux nefs sont séparées par de grandes arcades ouvertes dans le mur nord de l'ancienne nef romane, dédiée à saint Denis. De la période romane, et plus précisément des années 1120, date aussi le clocher trapu. Sa base est en même temps la première travée du chœur Saint-Denis, et possède l'une des voûtes d'ogives les plus anciennes du département. Les chapiteaux romans ont malheureusement tous été mutilés à l'intérieur de l'église, mais il en restent à côté des baies du clocher. Le chœur roman a été remplacé par un petit chœur gothique au chevet plat pendant la seconde moitié du XIIIe siècle, et a bientôt été suivi par la chapelle Saint-Jean-Baptiste, destinée à accueillir la relique du précurseur. Avec la construction de la seconde nef après 1508, c'est devenu un second chœur.
Globalement l'architecture de l'église comporte peu d'éléments remarquables, mais sa riche histoire rend l'édifice intéressant, et il conserve un abondant mobilier liturgique qui témoigne des splendeurs du passé. En effet, l'église de Saintines n'est aujourd'hui qu'une parmi plusieurs petites églises d'une grande paroisse, et n'accueille des messes que très occasionnellement. Elle a été restaurée et est toujours très bien entretenue,.
- Ancien château de Saintines[63],[64],[65].
  - Donjon du château, au nord du village (inscrit monument historique en 1951[66]),[67].
  - Jardin d'agrément du château[68].

Il date de 1513 et se situe au milieu du domaine du château fortement boisé. Saintines fut le siège d'un château dès le début de l'époque féodale, fondé au XIe siècle par Thibaut Ier, comte de Senlis. Le château appartint à Pierre de Cuignières entre 1320 jusqu'à sa mort en 1356.
Pendant la guerre de Cent Ans, le château et son donjon subirent de tels dégâts que Louis Devaux, seigneur de Saintines, dut le faire reconstruire presque entièrement au début du XVIe siècle. Le nouveau château se situe à l'écart du donjon, plus à l'est. Le donjon protège l'entrée à la cour d'honneur, transformé en parterre, accessible uniquement par un pont. La base du bâtiment avec sa petite porte d'entrée en arc surbaissé provient probablement encore du donjon médiéval précédent. Elle ouvre sur une haute salle voûtée d'ogives, appelée salle d'armes. Le premier étage a été transformé en logement du régisseur sous la Restauration et fortement modernisé. Le second étage, par contre, a peu changé depuis la construction, et contient une belle cheminée du XVIe siècle. Sur le niveau du troisième étage se trouve le chemin de ronde, crénelé et muni de mâchicoulis. Enfin, le premier niveau des combles est aménagé comme colombier. Non visible depuis le village, mais visible depuis la RD 123 au nord, en dehors de la période de végétation, le château a été peint par Maurice Utrillo en 1925.
Colombier de la ferme du château, rue du Château : c'est le seul élément du domaine du château visible depuis le domaine public.
On peut également signaler :
- Fontaines sacrées dédiées à saint Jean, saint Denis, sainte Geneviève et saint Martin : elles ont probablement donnée son nom au village (Sanctinæ, fontaines sacrées) et étaient l'objet d'un pèlerinage très important depuis le Moyen Âge. Martin de Tours aurait abreuvé son cheval sur la source devenue la fontaine Saint-Martin. Elle fut réputée pour guérir la fièvre. La fontaine Saint-Jean subsiste toujours ; elle se situe au nord de l'église, en dessous du niveau de la place. Un escalier permet de descendre au petit local voûté où une petite niche abrite une statuette du saint. On y attribuait un pouvoir thaumaturge[71].
- Grange cistercienne de Fay, sur le plateau agricole au sud du village, au milieu d'une ferme du XIXe siècle : mentionnée pour la première fois en 1151 après une première donation remontant à 1136. Les premiers bâtiments y sont construits au milieu du XIIe siècle. L'exploitation est affermée en 1315, quand le domaine atteint vraisemblablement les 200 ha. Le bâtiment de stockage, la grange proprement dite, est toujours présente et mesure 55 m de long sur neuf travées. L'un des deux bas-côtés a disparu, permettant de voir les arcs formerets en arc brisé[72]. Non visible depuis le domaine public.
- Passage supérieur de la ligne de chemin de fer inachevée d'Aulnay-sous-Bois à Verberie, route du Cimetière : ce pont construit peu avant la Première Guerre mondiale n'a jamais servi, le projet ayant été abandonné après maintes péripéties.
- Monument aux morts[73],[74].

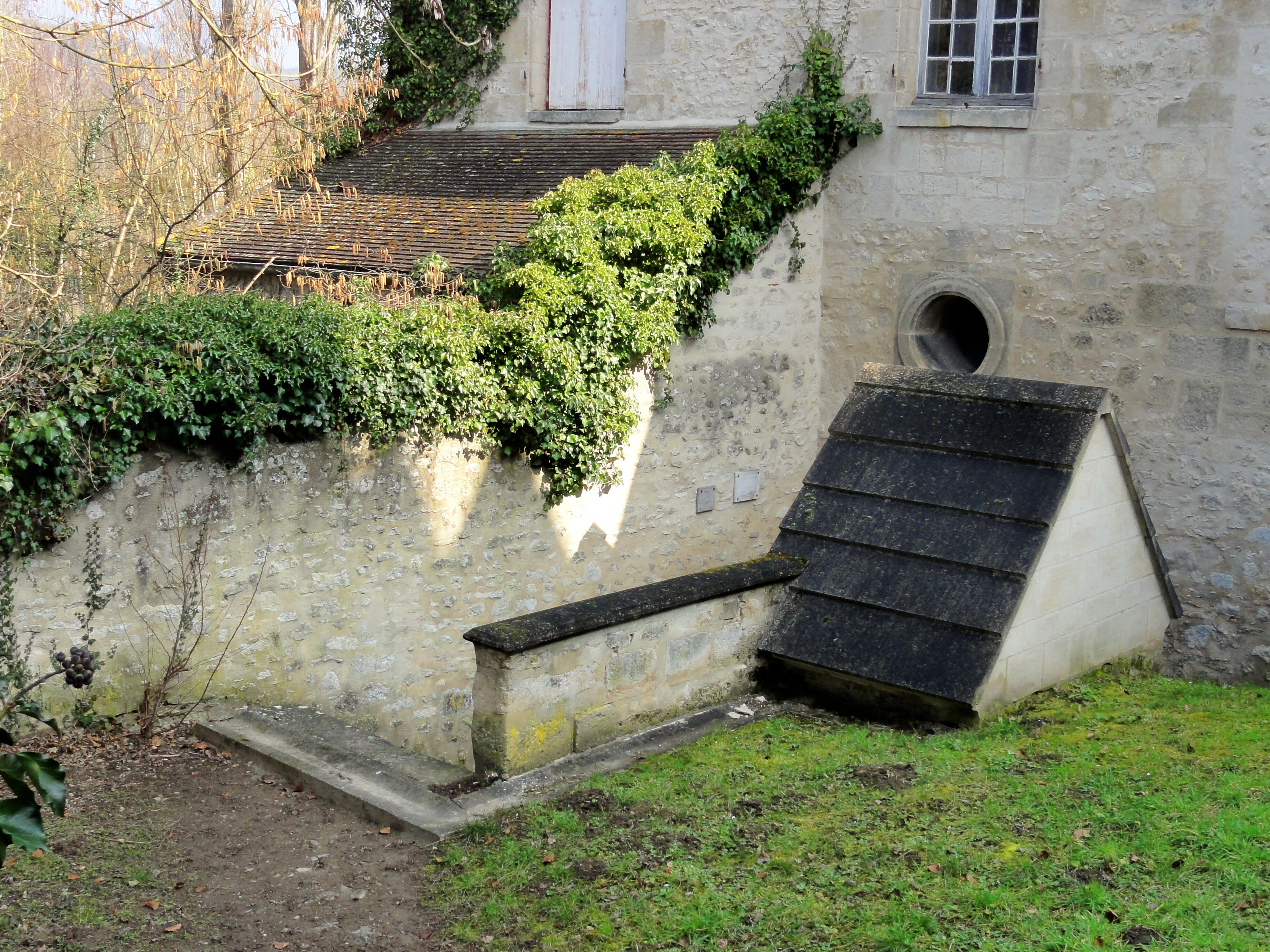
Fontaine Saint-Jean-Baptiste.
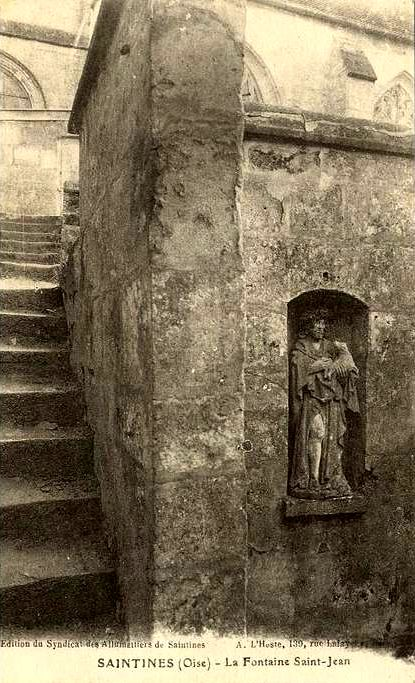
Intérieur de la fontaine.
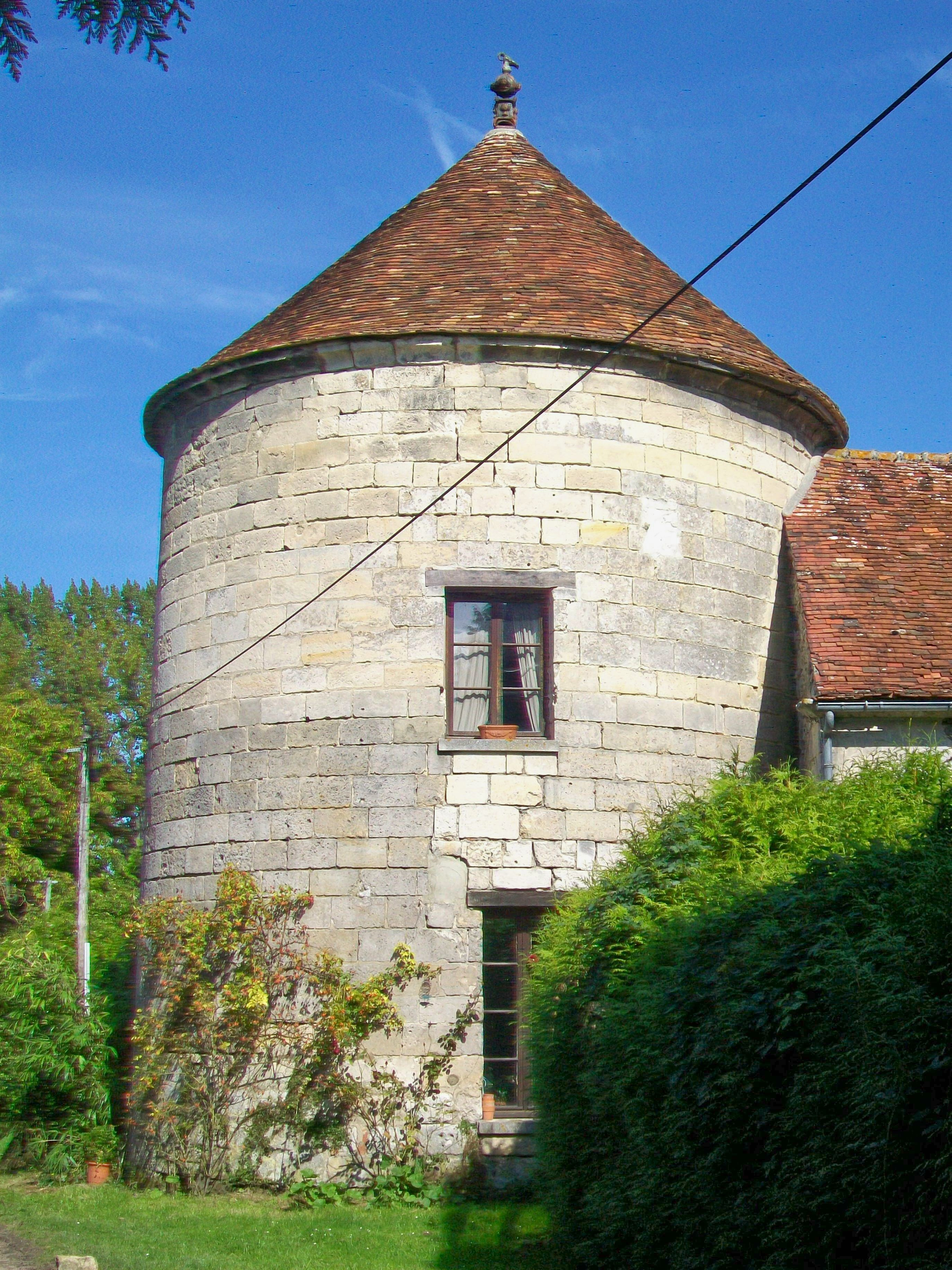
Colombier de la ferme du château.
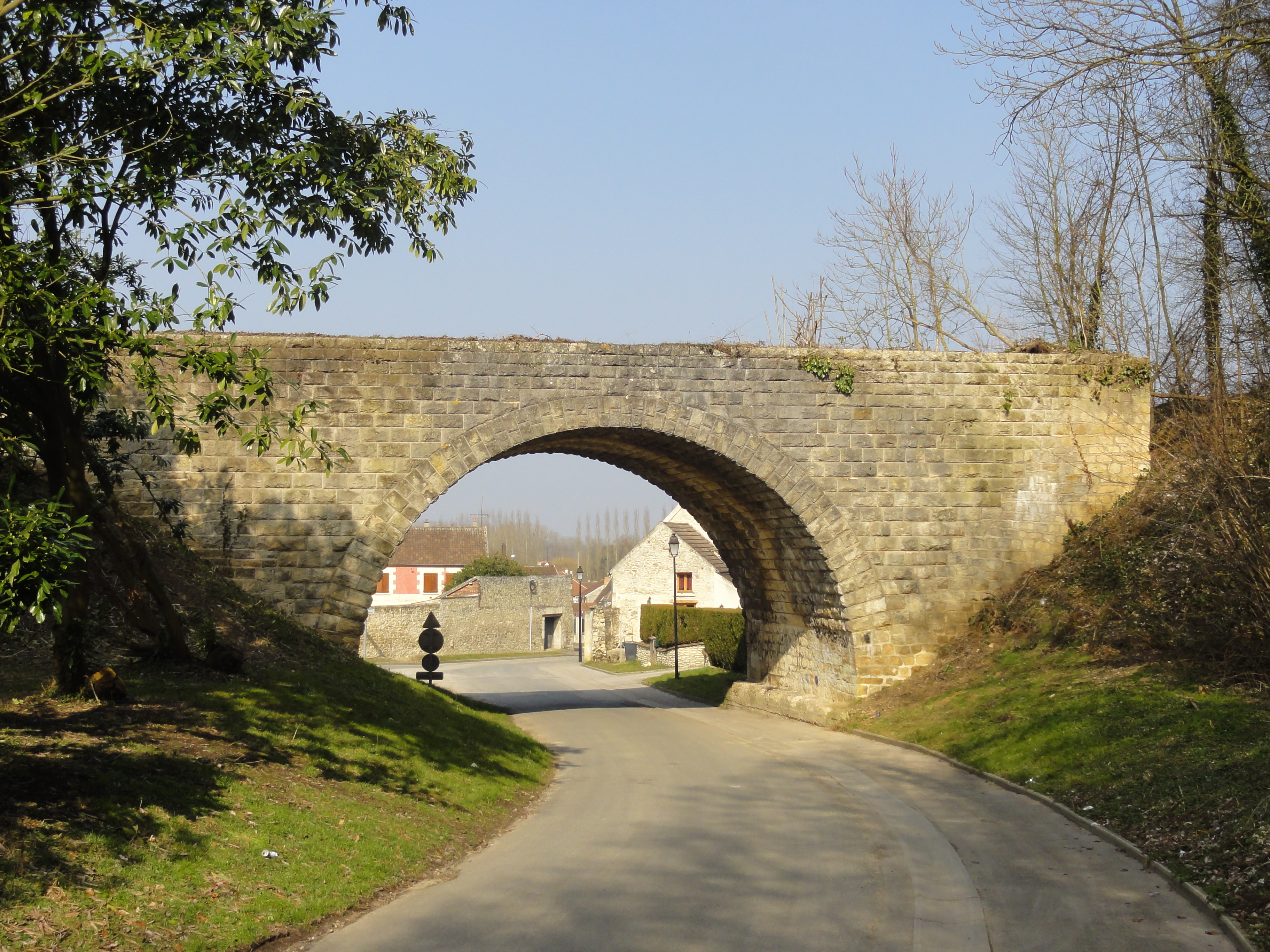
Passage supérieur de la ligne d'Aulnay à Verberie.

## Personnalités liées à la commune
- Pierre de Cuignières, juriste; propriétaire à Saintines au XIVe siècle.